# Simulium nebulicola
Simulium nebulicola är en tvåvingeart som beskrevs av Edwards 1934. Simulium nebulicola ingår i släktet Simulium och familjen knott. Inga underarter finns listade i Catalogue of Life.